# Non-2-énal
Le non-2-énal est un aldéhyde insaturé. C'est un liquide incolore en grande partie responsable de l'arôme de la bière âgée et du sarrasin.

## Odeur caractéristique
L'odeur de cette substance est perçue comme un mélange d'iris, de graisse et de concombre. Son odeur a été associée à l'odeur du corps humain pendant ses modifications au cours du vieillissement.